# Spironolattone
Lo spironolattone è un composto steroideo sintetico con struttura analoga a quella dell'aldosterone e del progesterone. Una caratteristica della sua struttura molecolare è un gruppo tioacetico (tiosolforico) posto in posizione 7α, che provoca durante l'uso topico della molecola un forte e sgradevole odore sulfureo.

## Farmacocinetica
Lo spironolattone dopo somministrazione per via orale è assorbito in modo rapido (tmax 1-2 ore). Presenta un metabolismo epatico di primo passaggio. È metabolizzato a 7α-tio-spironolattone, canrenone e canrenoato, 7α-tiometil-spironolattone e 6β-idrossi-7α-tiometil-spironolattone. I suoi metaboliti raggiungono dopo circa 2-4 ore la concentrazione massima. La biodisponibilità assoluta del metabolita canrenone, in seguito a somministrazione orale di spironolattone, è del 25% della dose somministrata. Alcuni metaboliti possiedono anche attività mineralcorticoide.
Ai dosaggi terapeutici di spironolattone vi è una correlazione all'incirca lineare tra la dose di spironolattone e le concentrazioni plasmatiche del metabolita canrenone.
L'emivita plasmatica di spironolattone è di 1,5 ore; quella di canrenone varia da 9 a 24 ore. Sia spironolattone sia canrenone si legano alle proteine plasmatiche per circa il 90%.
Lo spironolattone viene eliminato rapidamente principalmente per via renale ed in misura minore per via biliare; i suoi metaboliti vengono eliminati più lentamente.
L'assorbimento di spironolattone è aumentato dalla presenza di cibo (aumento delle concentrazioni plasmatiche del farmaco immodificato e dei metaboliti di circa il 50-100%).
Spironolattone ed i suoi metaboliti attraversano la barriera placentare.

## Meccanismo d'azione
Lo spironolattone è un antagonista specifico dell'aldosterone, l'ormone secreto dalla corticale surrenale in seguito allo stimolo indotto dall'angiotensina; agisce a livello del tubulo distale renale, bloccando gli effetti normalmente indotti dai mineralcorticoidi, cioè l'aumento del riassorbimento del sodio e del cloro e l’aumento dell’escrezione del potassio.

## Uso farmaceutico
Appartiene alla categoria dei diuretici risparmiatori di potassio.
Le indicazioni sono:
- ipertensione arteriosa, in particolare in associazione ad altri antipertensivi nell'ipertensione resistente ai farmaci[5].
- scompenso cardiaco congestizio[6][7].
- iperaldosteronismo primitivo (sindrome di Conn) e secondario (di insufficienza epatica cronica e nell'ascite[8])

La forma farmaceutica è la compressa rivestita da 100 mg e la capsula rigida da 25 mg.
Viene utilizzato off-label (cioè con indicazione non riconosciuta dalle autorità regolatorie) come farmaco per combattere l'alopecia androgenetica, per uso topico nell‘uomo e per uso orale o topico nella donna, poiché evita che i recettori dei follicoli piliferi leghino con le molecole del diidrotestosterone (DHT). L'effetto cessa con la sospensione della somministrazione e nell'uomo può provocare effetti femminilizzanti.
Sempre off-label viene utilizzato nell'acne severa, resistente al trattamento soprattutto in donne con dimostrato iperandrogenismo, ma anche per terapie ormonali sostitutive femminilizzanti data la sua capacità di blocco del diidrotestosterone (DHT).
Lo spironolattone viene anche associato ad altri farmaci ormonali, biguanidi e topici nella Sindrome dell'ovaio policistico, con irsutismo, acne e alopecia androgenetica (l'uso è sempre off-label).

## Controindicazioni ed effetti collaterali
Lo spironolattone è controindicato in pazienti con iperkaliemia, iponatriemia, ipovolemia o disidratazione; può infatti peggiorare queste condizioni. Lo spironolattone è controindicato durante la gravidanza e nelle donne durante l'allattamento.
Particolare attenzione deve essere riposta nei pazienti con ridotta funzionalità renale (per via di un aumento del rischio di iperkaliemia).
La terapia con Aldactone richiede regolari controlli dei livelli sierici di sodio, potassio, creatinina e glucosio, soprattutto in pazienti con ridotta funzionalità renale e clearance della creatinina inferiore a 60 mL/min per 1,73 m2 di superficie corporea e in pazienti che assumono altri farmaci che possono portare ad aumento della kaliemia.
Il farmaco deve essere associato con prudenza ad altre molecole, come gli ACE-inibitori e i sartani, per il pericolo di iperkaliemia e peggioramento della funzione renale.
La molecola dello spironolattone presenta somiglianza chimica con gli ormoni sessuali, per questo può causare mastodinia (dolore delle ghiandole mammarie) e ginecomastia (ingrossamento delle ghiandole mammarie nell'uomo). Occasionalmente nella donna può causare irregolarità mestruale e nell'uomo diminuzione della potenza sessuale.